# MS Eurodam
 (septembre 2016).
Si vous disposez d'ouvrages ou d'articles de référence ou si vous connaissez des sites web de qualité traitant du thème abordé ici, merci de compléter l'article en donnant les références utiles à sa vérifiabilité et en les liant à la section « Notes et références ».
 (septembre 2016).
 (juillet 2010).
Le MS Eurodam est un navire de croisière appartenant à la société Holland America Line. Il s'agit actuellement du plus grand navire de cette compagnie.
Ce navire comporte 1 052 cabines dont 86 % avec une vue extérieure et 67 % avec un balcon.

## Ponts
L’Eurodam dispose de 11 ponts :
- Pont 1 : Main
- Pont 2 : Lower Promenade
- Pont 3 : Promenade
- Pont 4 : Upper promenade
- Pont 5 : Verandah
- Pont 6 : Upper verandah
- Pont 7 : Rotterdam
- Pont 8 : Navigation
- Pont 9 : Lido
- Pont 10 : Panorama
- Pont 11 : Observation

### Pont 1 - Main
Le pont "Main" du Ms Eurodam dispose de :
- Théâtre "The Mainstage"
- Bureau des excursions
- Atrium
- Bar de l'atrium

### Pont 2 - Lower Promenade
Le pont "Lower Promenade" dispose de :
- Théâtre "The mainstage" (Balcon)
- Piano bar
- Casino
- Bar "Sport"
- Salon "Queen's"
- Centre d'art culinaire
- Grille "Pinnacle"
- Atrium
- Bar "Pinnacle"
- Galerie d'art
- Salon "Explorer's"
- Salon "King's"
- Restaurant "Rembrandt"

### Pont 3 - Promenade
Le pont "Promenade" dispose de :
- Théâtre "The Mainstage" (Balcon)
- Salon "Screeming"
- Salon "Hudson"
- Salon "Half Moon"
- Boutique de luxe "Merabella"
- Atelier photos
- Atrium
- Bar "Ocean"
- Galerie photos
- Restaurant "Rembrandt"

### Pont 4 - Upper Promenade
Sur le pont "Upper Promenade" se trouvent les canots de sauvetage.

### Pont 7 - Rotterdam
Le pont "Rotterdam" dispose de :
- Salon "Neptune"
- Concierge

### Pont 9 - Lido
Le pont "Lido" dispose de :
- Centre de fitness
- Centre de thérapie
- Spa
- Salon de massage
- Sauna
- Suite thermale
- Piscine
- Grille
- Piscine principale
- Bar "Lido"
- Restaurant "Canaletto"
- Restaurant "Lido"
- Bar avec vue sur mer
- Piscine avec vue sur mer

### Pont 10 - Panorama
Le pont "Panorama" dispose de :
- Dôme de la piscine
- Club "Hal"
- Vidéo arcade
- Salle de jeux

### Pont 11 - Observation
Le pont "Observation" dispose de :
- Café "Exploration's"

## Galerie

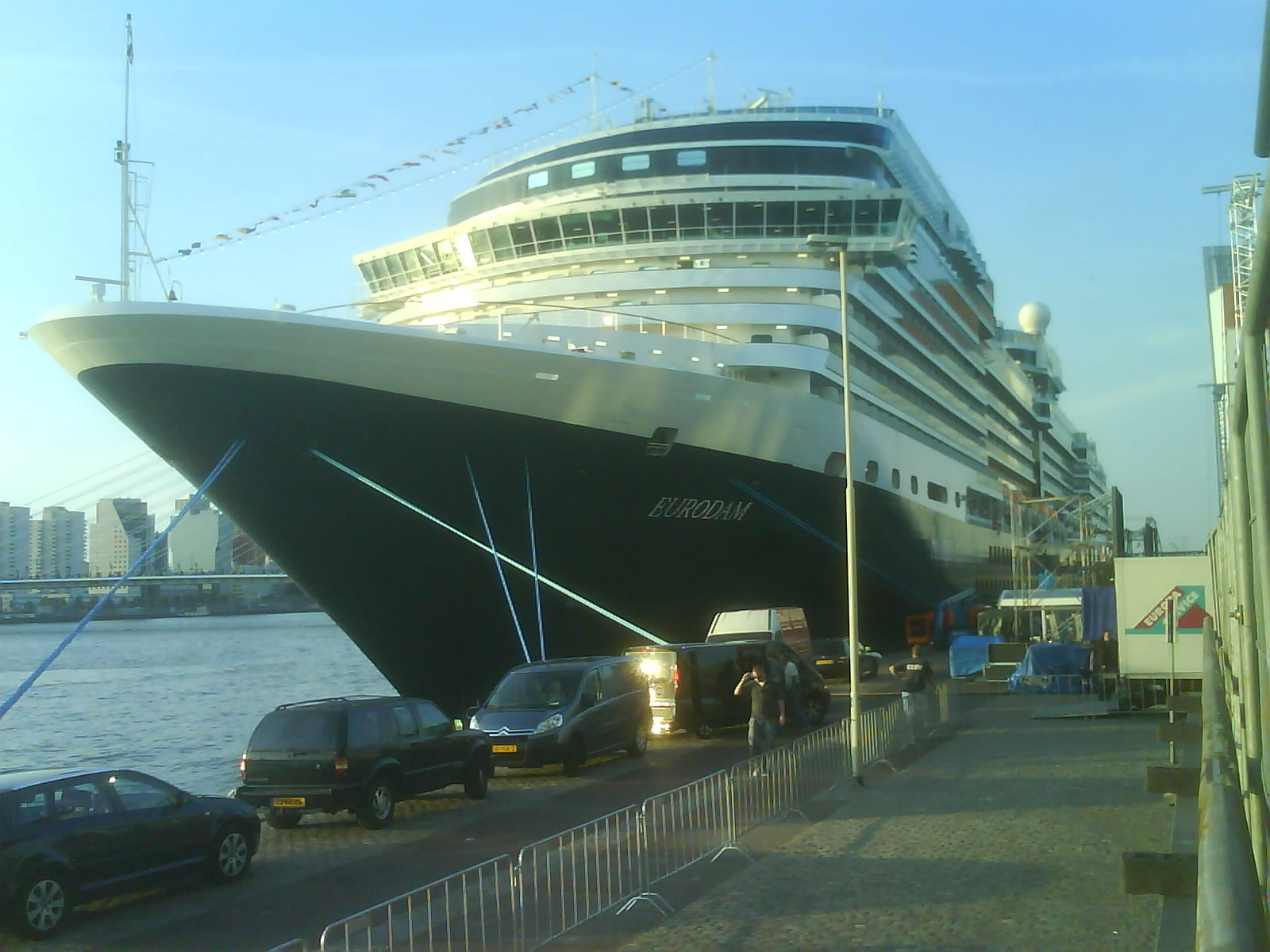
Le Ms Eurodam
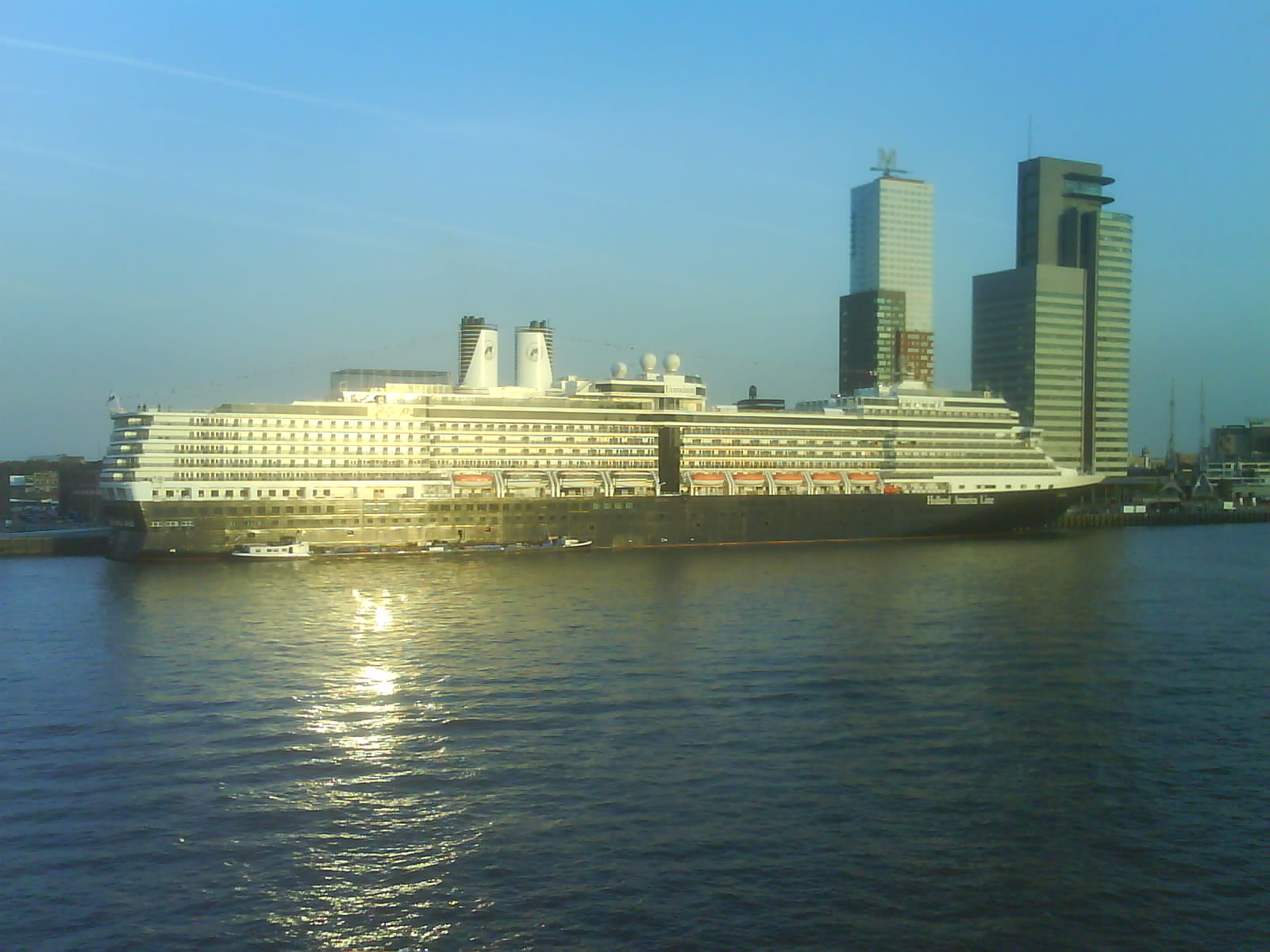
Le Ms Eurodam
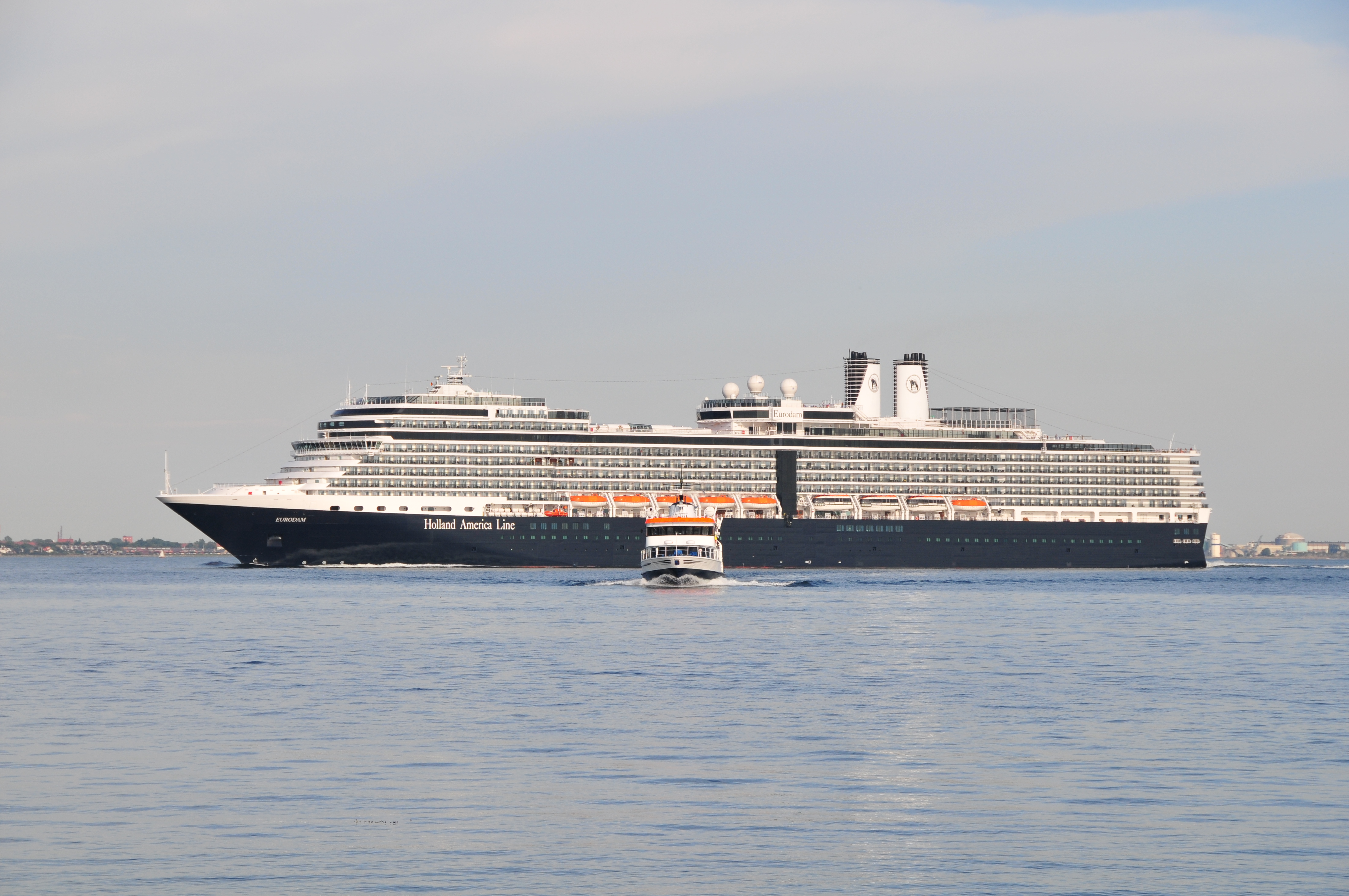
Le Ms Eurodam